# Ungsang-nodongjagu
Ungsang-nodongjagu är ett samhälle i Nordkorea.   Det ligger i provinsen Rason, i den nordöstra delen av landet, 500 km nordost om huvudstaden Pyongyang. Ungsang-nodongjagu ligger 40 meter över havet och antalet invånare är 8 410.
Terrängen runt Ungsang-nodongjagu är kuperad åt nordväst, men åt sydost är den platt. Havet är nära Ungsang-nodongjagu åt sydost. Runt Ungsang-nodongjagu är det ganska tätbefolkat, med 166 invånare per kvadratkilometer. Närmaste större samhälle är Sŏnbong, 5,6 km väster om Ungsang-nodongjagu. Omgivningarna runt Ungsang-nodongjagu är en mosaik av jordbruksmark och naturlig växtlighet.